# 西慶州信号所
西慶州信号所（ソギョンジュしんごうしょ）は、大韓民国慶尚北道慶州市にかつて存在した中央線の信号所である。
橋廃止後の橋脚は将軍橋（金庾信将軍に由来）として再利用されている。

## 歴史
- 1985年7月13日：信号所として開業。
- 1992年11月1日：線路移設に伴い廃止[1]